# La 628-E8
La 628-E8 è un romanzo dello scrittore francese Octave Mirbeau, pubblicato nel novembre del 1907.

## L'opera
Si tratta di un oggetto letterario di non facile identificazione. 
Quest'opera, dedicata al costruttore dell'automobile di Mirbeau, Fernand Charron, non è né un vero romanzo, né un reportage, neppure un proprio racconto di viaggio attraverso il Belgio, l'Olanda e la Germania, nella misura in cui il romanziere-narratore non ha nessuna pretesa di documentare, non si preoccupa quindi della verosimiglianza, anzi mescola con grande disinvoltura i registri del vissuto, del sogno e della fantasia.

### Un inno alla pace in Europa
Nella sua macchina immatricolata 628-E8, il nostro viaggiatore-narratore percorre il Nord della Francia e ci fornisce pagine demistificatrici sul regno di Luigi XIV, il Belgio, i cui costumi sono caricaturati ad arte e il cui re Leopoldo II, affarista senza scrupoli, viene vilipeso a causa dello scandalo del "caucciù rosso" scoppiato nel Congo, e visita ancora: l'Olanda, dove ritrova il ricordo di Rembrandt, di Claude Monet e di Vincent van Gogh, infine la Germania di Guglielmo II, paese pulito e prospero, che costituirebbe un partner economico ideale per una Francia troppo spesso sporca e attardata, per il più grande interesse dei popoli, adatto a garantire la pace in Europa.

### Un inno all'automobile
Oltre che un inno alla pace e all'amicizia franco-tedesca, La 628-E8, è un inno all'automobile, che contribuisce allo sviluppo economico, che avvicina i popoli tra loro e che sconvolge anche la nostra percezione abituale del mondo. Ma Mirbeau non si lascia abbindolare dalle illusioni scientiste dell'epoca e diffida degli ingegneri che, in nome del Progresso mitificato, minacciano l'avvenire del nostro pianeta.

### La morte di Balzac
Nel bel mezzo della narrazione il romanziere ha inserito, senza troppo preoccuparsi di apportare le necessarie suture, tre capitoli sulla morte di Balzac, che hanno suscitato uno scandalo tanto da costringerlo a ritirare questa aggiunta all'ultimo momento su richiesta della figlia di Eve Hanska, la vedova del grande romanziere. Mirbeau vi racconta che quest'ultima folleggiava con il suo amante, il pittore Jean Gigoux, mentre Balzac era in agonia in una camera vicina.

## Commento
Il ricorso sistematico alla derisione, alla parodia, all'autofinzione, forme che mettono alla prova la pretesa oggettività del romanzo zoliano e balzachiano, scardinano l'edificio romanzesco tradizionale, segnando il passaggio dall'impressionismo pittorico alla Claude Monet all'espressionismo alla Van Gogh, al capovolgimento delle certezze dell'io, grazie a una tecnica demistificatrice e emancipatrice, frutto di un pensiero lucido e radicalmente pessimista. Eléonore Reverzy vede ne La 628-E8 un'anticipazione fondamentale del romanzo moderno, secondo l'intuizione di Filippo Tommaso Marinetti: la trasformazione del romanzo in macchina, come verrà concepita d'altronde in quegli anni da Alfred Jarry e Raymond Roussel.

## Traduzioni
La 628-E8 è stato tradotto due volte in italiano: Attraverso l'Europa in automobile (la 628-E8), Voghera, 1910, traduzione di Cesare Castelli, e La 628-E8. Viaggio in automobile attraverso il Belgio e l'Olanda / 1907, Edimond, 2003, traduzione di Raffaella Cavalieri.

## Edizioni
- La 628-E8, Fasquelle, 1907